# Gruppe des Periodensystems
Unter einer Gruppe des Periodensystems versteht man in der Chemie jede Spalte des Periodensystems. Alle Elemente einer Gruppe besitzen die gleiche Anzahl an Valenzelektronen und haben daher ähnliche chemische Eigenschaften. Gruppen von Elementen mit besonders ähnlichen Eigenschaften werden auch als Elementfamilien bezeichnet; dies trifft zu auf die Alkalimetalle, auf die Erdalkalimetalle und auf die Halogene.
Eine Sonderstellung hat das bei Normalbedingungen gasförmige, typische Nichtmetall Wasserstoff, das üblicherweise deshalb oberhalb des ersten Elements der ersten Gruppe angeordnet wird – manchmal mit Abstand – weil es die gleiche Anzahl Valenzelektronen hat wie die darunter stehenden  Alkalimetalle. Wasserstoff hat jedoch nur sehr eingeschränkt chemische Eigenschaften, die den Alkalimetallen ähnlich sind, was auch eine Folge der deutlich höheren ersten Ionisierungsenergie ist. Es bleibt also ein Problem, das  Element Wasserstoff in das Periodensystem einzuordnen. Daneben gibt es in Lehrbüchern auch die Auffassung, dass das Element Wasserstoff eigentlich zu keiner bestimmten Gruppe im Periodensystem gehört.
Innerhalb jeder Gruppe steigt von oben nach unten die Atommasse und der metallische Charakter der Elemente, die Elektronegativität nimmt tendenziell ab.
Es gibt insgesamt 18 Gruppen, wovon acht (Gruppen 1, 2 und 13–18) Hauptgruppen und zehn (Gruppen 3–12) Nebengruppen genannt werden; in den Nebengruppen befinden sich die Übergangsmetalle. Mehrere Gruppen werden zu Blöcken zusammengefasst.

## Namen der Gruppen

### Klassengruppe
Da die Elemente einer Gruppe ähnliche chemische Eigenschaften vorweisen, haben einige Gruppen spezielle Namen. Die bekanntesten Gruppen stehen in der ersten und zweiten Spalte: Alkalimetalle und Erdalkalimetalle. In der siebten und achten Spalte sind die Halogene und Edelgase zu finden.

### CAS-Konvention
Vom Chemical Abstracts Service (CAS) bis 1986 angewandte Benennung, die sich auf das Kurzperiodensystem bezieht. Sie ist in Europa heute noch weit verbreitet. A steht für Haupt- und B für Nebengruppenelemente.

### IUPAC-Konvention (alt)
Die alte IUPAC-Nummer (International Union of Pure and Applied Chemistry) bezog sich auf das Langperiodensystem. Sie war in Amerika verbreitet; A stand für die linke und B für die rechte Seite des Periodensystems.

### IUPAC-Konvention (aktuell)
Die Nummerierung der Gruppen mit arabischen Ziffern (1 bis 18) folgt der gültigen IUPAC-Konvention  und sollte die Verwendung der CAS- und der alten IUPAC-Konvention ablösen.

### Vergleichstabelle
| IUPAC (aktuell) | Gruppenname                                       | Hauptgruppe / Nebengruppe | CAS   | IUPAC (alt) |
| --------------- | ------------------------------------------------- | ------------------------- | ----- | ----------- |
| Gruppe 1        | Alkalimetalle und Wasserstoff                     | 1. Hauptgruppe            | IA    | IA          |
| Gruppe 2        | Erdalkalimetalle                                  | 2. Hauptgruppe            | IIA   | IIA         |
| Gruppe 3        | Scandiumgruppe                                    | 3. Nebengruppe            | IIIB  | IIIA        |
| Gruppe 4        | Titangruppe                                       | 4. Nebengruppe            | IVB   | IVA         |
| Gruppe 5        | Vanadiumgruppe                                    | 5. Nebengruppe            | VB    | VA          |
| Gruppe 6        | Chromgruppe                                       | 6. Nebengruppe            | VIB   | VIA         |
| Gruppe 7        | Mangangruppe                                      | 7. Nebengruppe            | VIIB  | VIIA        |
| Gruppe 8        | Eisengruppe                                       | 8. Nebengruppe            | VIIIB | VIIIA       |
| Gruppe 9        | Cobaltgruppe                                      | 8. Nebengruppe            | VIIIB | VIIIA       |
| Gruppe 10       | Nickelgruppe                                      | 8. Nebengruppe            | VIIIB | VIIIA       |
| Gruppe 11       | Kupfergruppe                                      | 1. Nebengruppe            | IB    | IB          |
| Gruppe 12       | Zinkgruppe                                        | 2. Nebengruppe            | IIB   | IIB         |
| Gruppe 13       | Borgruppe / Erdmetalle                            | 3. Hauptgruppe            | IIIA  | IIIB        |
| Gruppe 14       | Kohlenstoff-Silicium-Gruppe / Tetrele             | 4. Hauptgruppe            | IVA   | IVB         |
| Gruppe 15       | Stickstoff-Phosphor-Gruppe / Pnictogene / Pentele | 5. Hauptgruppe            | VA    | VB          |
| Gruppe 16       | Chalkogene / Sauerstoffgruppe / Erzbildner        | 6. Hauptgruppe            | VIA   | VIB         |
| Gruppe 17       | Halogene / Fluorgruppe / Salzbildner              | 7. Hauptgruppe            | VIIA  | VIIB        |
| Gruppe 18       | Edelgase / Heliumgruppe                           | 8. Hauptgruppe            | VIIIA | VIIIB       |

Weiterhin werden wegen ihrer ähnlichen chemischen Eigenschaften oft auch die Lanthanoide und die Actinoide als Gruppe betrachtet. Bei ihnen wird sukzessive das f-Orbital gefüllt.
Die noch nicht gefundenen Elemente mit der Ordnungszahl 122 bis 153 bilden eine Gruppe, die nach Glenn T. Seaborg Superactinoide genannt wird. Bei ihnen werden die 5g- und 6f-Orbitale aufgefüllt. Alle diese Elemente sind wahrscheinlich instabil und radioaktiv.